# Butrymowce
Butrymowce – wieś w Polsce położona w województwie podlaskim, w powiecie sokólskim, w gminie Nowy Dwór.
W latach 1954–1959 wieś należała i była siedzibą władz gromady Butrymowce, po jej zniesieniu w gromadzie Nowy Dwór. W latach 1975–1998 miejscowość administracyjnie należała do województwa białostockiego.
Na wschód od wsi przepływa rzeka Sidra, dopływ Biebrzy.
Wierni kościoła rzymskokatolickiego należą do parafii Parafia Opatrzności Bożej w Siderce.